# Флюгея
Флюгея, или Флюггея (лат. Flueggea), — род деревянистых растений семейства Филлантовые (Phyllanthaceae), распространенный преимущественно в тропических регионах Африки, Азии и Австралии.
Род назван в честь немецкого ботаника Иоганнеса Флюгге.

## Описание
Двудомные, редко однодомные, прямостоячие кустарники или небольшие деревья. Листья очерёдные, часто двурядные, простые, цельные, цельнокрайние или край зубчатый, жилкование перистое; черешок короткий; прилистники кожистые, небольшие.
Цветки однополые, расположены по одному, пучками или полузонтиками в пазухах листьев. Чашелистиков 4—7, черепичные, цельнокрайние или край зубчатый; лепестки отсутствуют. Тычиночные цветки с 4—7 желёзками, чередующимися с чашелистиками и 4—7 тычинками, длиннее чашелистиков. Пестичные цветки с кольцевым, цельнокрайним или лопастным диском и (2)3(4)-гнёздной завязью с 2 семяпочками в каждом гнезде.
Плод — шаровидная или треугольная, ягодовидная или растрескивающаяся на 3 части коробочка. Семена обычно трёхгранные; с твёрдой деревянистой кожурой; зародыш от прямого до согнутого, без хлорофилла.

## Виды
Род включает 16 видов:
- Flueggea acicularis (Croizat) G.L.Webster
- Flueggea acidoton (L.) G.L.Webster
- Flueggea anatolica Gemici
- Flueggea elliptica (Spreng.) Baill.
- Flueggea flexuosa Müll.Arg.
- Flueggea gracilis (Merr.) Petra Hoffm.
- Flueggea jullienii (Beille) G.L.Webster
- Flueggea leucopyrus Willd. typus[1]
- Flueggea monticola G.L.Webster
- Flueggea neowawraea W.J.Hayden
- Flueggea schuechiana (Müll.Arg.) G.L.Webster
- Flueggea spirei Beille
- Flueggea suffruticosa (Pall.) Baill. — Флюгея полукустарниковая
- Flueggea tinctoria (L.) G.L.Webster — Флюгея красильная
- Flueggea verrucosa (Thunb.) G.L.Webster
- Flueggea virosa (Roxb. ex Willd.) Royle